# Ignaz von Jaumann
Pour les articles homonymes, voir Gustav Jaumann.
Ignaz von Jaumann (né le 26 janvier 1778 à Wallerstein, mort le 12 janvier 1862 à Rottenburg am Neckar, anoblissement en 1828) est un prêtre, antiquaire et homme politique allemand.

## Biographie
Jaumann, fils d'un boulanger, se rend à l'école latine de Wallerstein et fréquente régulièrement la cour des princes d'Oettingen-Wallerstein grâce à son talent musical. Sous l'intermédiaire d'un frère, vicaire de chœur à la cathédrale d'Augsbourg, il y poursuit ses études, puis se rend au séminaire de Pfaffenhausen et reçoit en 1801 l'ordination sacerdotale. Il devient vicaire à Marktoffingen et Minderoffingen et de 1803 à 1805 le service d'aumônier du château de Schwendi.
Jaumann est en 1805 prêtre à Großschafhausen, et en 1811 aussi inspecteur d'école. En 1814, il fut nommé diacre et prêtre de la ville de Rottenburg am Neckar. Il est chargé de la réorganisation du système scolaire municipal et de la lutte contre la famine de 1817. Il joue également un rôle important dans le transfert du vicariat général catholique et du séminaire d'Ellwangen (Jagst) à Rottenburg, pour lequel il est nommé vicaire général en décembre 1817. De 1818 à 1821, il est aussi conseiller auprès du ministre du département des églises et des écoles Karl August von Wangenheim (de).
Après la fondation du diocèse de Rottenburg en 1828, Jaumann est nommé doyen de la cathédrale et président du chapitre de la cathédrale. De 1826 à 1849, il est membre de la deuxième chambre du Landtag de Wurtemberg, en tant que membre du chapitre de la cathédrale. De 1845 à 1848, Jaumann dirige le diocèse après la mort de l'évêque Johann Baptist von Keller en tant que vicaire capitulaire.
Jaumann contribue de manière significative au développement pacifique des relations de l'Église catholique dans le royaume de Wurtemberg, en particulier dans le conflit de 1841. Il aide à la création du musée des beaux-arts de Stuttgart. Surtout grâce à ses efforts, le Lapidarium, une collection de statues et de pierres gravées d'inscription romaines trouvées dans le Wurtemberg par le duc Louis VI de Wurtemberg, est logé ici.
En 1850, il fait un voyage à Londres et à Paris et en tire un livre. Lors de la célébration de son jubilé d'or de son ordination en 1851, il reçoit, outre les honneurs, de l'université de Tübingen le titre académique de Doctor iuris canonici.
Jaumann s'efforce de rechercher les antiquités dans la région de Rottenburg et est l'un des initiateurs et fondateurs de la société historique de l'Association d'antiquité du Sülchgau (de) en 1852. En 1820, il commence à collectionner les antiquités romaines découvertes à Rottenburg lors de découvertes aléatoires ainsi que des trouvailles de petites excavations qu'il a financées à ses propres frais. Grâce à la présentation de sa collection et à la publication régulière de rapports de recherche, il acquiert dans le sud de l'Allemagne la réputation d'un archéologue réputé. Theodor Mommsen exprime en 1852 des inquiétudes quant à l'authenticité de diverses pièces de la collection de Jaumann. Au cinquième rassemblement des historiens et antiquaires allemands à Ulm en 1855, 15 sceaux sont déclarés faux par une commission, et ces trouvailles sont attribuées probablement à Jaumann.

## Distinctions
- 1828 : Chevalier de l'Ordre de la Couronne de Wurtemberg
- 1838 : Commandeur de l'Ordre de la Couronne de Wurtemberg
- 1851 : Grand-Croix de l'Ordre de Frédéric
- 1851 : Citoyen d'honneur de la ville de Rottenburg am Neckar